# Празници на Българската православна църква – Българска патриаршия
Празничните богослужения в манастирите на Българската православна църква – Българска патриаршия се извършват според Йерусалимския типик. Богослужението в енорийските храмове на БПЦ-БП се извършва според Синодалния типик на БПЦ от 1980 г., който се основава на издадения от Светия синод типик през 1890 година, съобразен с Цариградския патриаршески типик от 1969 г.

## Постоянни празници

### Януари
- 1 януари – Обрезание Господне, Свети Василий Велики;
- 2 януари – предпразненство на Свето Богоявление, Свети Силвестър (папа Римски), Св. преподобни Серафим Саровски;
- 4 януари – Свети 70 апостоли, Св. преподобни Теоктист, Свети Онуфрий Габровски;
- 6 януари – Богоявление (Йордановден);
- 7 януари – Богоявление, събор на Свети Йоан Предтеча (Ивановден);
- 11 януари – преподобни Теодосий Велики;
- 14 януари – отдание на Богоявление;
- 16 януари – честните вериги на Свети апостол Петър, Св. преподобни Ромил Видински;
- 17 януари – Св. преподобни Антоний Велики;
- 18 януари – Свети Атанасий Велики (Атанасовден), Свети Кирил Александрийски, Свети Йоаким (патриарх Търновски);
- 20 януари – преподобни Евтимий Велики, Свети Евтимий (патриарх Търновски);
- 25 януари – Свети Григорий Богослов;
- 27 януари – пренасяне на мощите на Свети Йоан Златоуст;
- 30 януари – Свети Иполит (папа Римски), Свети Три светители: Василий Велики, Григорий Богослов и Йоан Златоуст.

### Февруари
- 1 февруари – предпразненство на Сретение Господне, Свети мъченик Трифон (Трифоновден);
- 2 февруари – Сретение Господне;
- 6 февруари –  Св. преподобни Вукол (епископ Смирненски), Свети равноапостолен Фотий (патриарх Цариградски);
- 9 февруари – отдание на Сретение Господне;
- 10 февруари – Свети свещеномъченик Харалампий;
- 11 февруари – Свети свещеномъченик Власий, Свети мъченик Георги Софийски Най-нови;
- 14 февруари – Свети преподобни Авскентий, Свети преподобни Кирил Словенски;
- 24 февруари – първо и второ намиране на главата на Свети Йоан Предтеча.

### Март
- 9 март – Свети 40 мъченици;
- 25 март – Благовещение.

### Април
- 6 април – успение на Свети Методий (просветител словенски и архиепископ Моравски);
- 23 април – Свети великомъченик Георги Победоносец;
- 25 април – Свети апостол и евангелист Марк;
- 30 април – Свети апостол Иаков Зеведеев.

### Май
- 2 май – Свети Атанасий Велики, Свети благоверни цар Борис-Михаил (покръстител на българския народ);
- 8 май – Свети апостол и евангелист Йоан, Свети преподобни Арсений Велики;
- 9 май – Свети пророк Исаия, Свети мъченик Христофор, пренасяне на мощите на Свети Николай Мирликийски чудотворец (летен Никулден);
- 11 май – Свети равноапостолни Методий и Кирил (славянски просветители);
- 17 май – Свети апостол Адроник, Свети мъченик Николай Софийски;
- 21 май – Свети свети Константин и Елена;
- 25 май – трето намиране на честната глава на Свети Йоан Предтеча;
- 26 май – Свети мъченик Георги Софийски (пострадал при султан Селим I), Свети апостол Карп.

### Юни
- 20 юни – Свещеномъченик Методи Патарски, Свети преподобни Наум Охридски;
- 24 юни – рождение на Свети Йоан Предтеча (Еньовден);
- 29 юни – Свети славни и всехвални върховни първоапостоли Петър и Павел (Петровден);
- 30 юни – Свети славни и всехвални 12 апостоли.

### Юли
- 1 юли – Свети чудотворци и безсребърници Козма и Дамян;
- 2 юли – полагане на честната дреха на Пресвета Богородица във Влахерна;
- 5 юли – Свети преподобни Атанасий Атонски;
- 7 юли – Света великомъченица Неделя, Свети преподобни Тома Малейн и Акакий;
- 11 юли – Света мъченица прехвална Евтимия и Света княгиня Олга;
- Неделният ден от 13 до 19 юли – Неделя на Светите отци от шестте вселенски събори;
- 13 юли – Свети архангел Гавриил;
- 15 юли – Свети мъченици Кирик и Юлита, Свети равноаполстолни княз Владимир Велики;
- 17 юли – Света великомъченица Марина;
- 20 юли – Свети пророк Илия (Илинден);
- 25 юли – успение на Света Анна (майка на Пресвета Богородица)
- 27 юли – Свети великомъченик и целител Пантелеймон, Свети равноапостолни Седмочисленици.

### Август
- 1 август – произхождение на Светия Кръст, Свети братя Макавеи;
- 2 август – пренасяне на мощите на Свети първомъченик и архидякон Стефан;
- 5 август – предпразненство на Преображение Господне;
- 6 август – Свето преображение Господне (Сотировден);
- Събота след празника Преображение Господне;
- Неделя след празника Преображение Господне (освен 9 август);
- 9 август – Свети апостол Матия;
- 13 август – отдание на празника Преображение Господне;
- 14 август – предпразненство на Успение Богородично;
- 15 август – Успение на Пресвета Богородица;
- 16 август – пренасяне на Светия убрус, Свети мъченик Диомид, Свети преподобни Йоаким Осоговски;
- 18 август – Свети мъченици Флор и Лавр, преставление на Свети Йоан Рилски;
- 23 август – отдание на празника Успение Богородично;
- 29 август – отсичане главата на Свети Йоан Предтеча;
- 30 август – Свети Алексадър, Йоан и Павел (патриарси Цариградски), Свети благоверни велики княз Александър Невски;
- 31 август – полагане пояса на Пресвета Богородица.